# Denise Coates
Denise Coates CBE (geboren 26. September 1967 in Stoke-on-Trent) ist eine britische Unternehmerin. Sie ist Gründerin und CEO des Onlinewettenunternehmens Bet365. Das Magazin Forbes schätzte ihr Vermögen 2024 auf 9,5 Milliarden Dollar.

## Leben
Denise Coates ist die älteste Tochter des Unternehmers Peter Coates, der hauptsächlich ein Cateringunternehmen für Fußballstadien betreibt und in zweiter Linie Wettbüros. Sie ist mit Richard Smith verheiratet, der als Direktor beim Stoke City F.C. angestellt ist, sie haben fünf Kinder. Sie studierte Ökonometrie an der University of Sheffield und arbeitete danach in den familieneigenen Wettbüros und in der Buchhaltung der Familie. Mit einem Bankkredit von Barclays kaufte sie weitere Wettbüros und Buchmachergeschäfte auf und wurde 1995 Vorstand der Kette Provincial Racing.
Im Januar 2000 erwarb Coates die Internetdomain Bet365.com. Innerhalb eines Jahres entwickelte sie die Plattform Bet365 für Onlinewetten und -glücksspiele. Als Startkapital erhielt sie von der Royal Bank of Scotland (RBS) einen 15-Millionen-Pfund-Kredit mit der Sicherheit des Familienunternehmens. 2005 wurden die Wettbüros an die Gala Coral Group verkauft und aus dem Erlös der Bankkredit getilgt. Coates ist Mehrheitsgesellschafterin von Bet365 mit 50 Prozent und einer Aktie, Familienmitgliedern gehören weitere 43 Prozent. Sie führt das Unternehmen gemeinsam mit ihrem Bruder John Coates.
Coates entwickelte Bet365 zum weltweit größten Anbieter von Onlinewetten. Bet365 ist mit 1900 Beschäftigten (Stand 2010) der größte private Arbeitgeber in Stoke-on-Trent. Dem Unternehmen gehört auch die Mehrheit der Anteile am Premier-League-Fußballclub Stoke City Football Club. Im Jahr 2015 wurde der Firmensitz aus steuerlichen Gründen nach Gibraltar verlegt.
Coates wurde 2012 für ihre Verdienste als Unternehmerin zum Commander of the Order of the British Empire (CBE) ernannt.